# Francisco Montecillo Padilla
Francisco Montecillo Padilla (nascido em 17 de setembro de 1953) é um prelado filipino da Igreja Católica que trabalha no serviço diplomático da Santa Sé desde 1985. Ele representou a Santa Sé, como Núncio Apostólico ou Delegado Apostólico, nos vários países em a Península Arábica. Em 17 de abril de 2020 foi nomeado Núncio Apostólico na Guatemala.
Francisco Montecillo Padilla nasceu em 17 de setembro de 1953 na cidade de Cebu, Filipinas, o décimo de treze irmãos. Preparou-se para o sacerdócio em Cebu, primeiro no Seminário Menor Papa João XIII e depois no Seminário Maior de San Carlos. Ele se formou em teologia no Seminário Central da Universidade de Santo Tomas em Manila. Foi ordenado em 21 de outubro de 1976 pelo cardeal Julio Rosales y Ras. [3] Ele então continuou seus estudos em Roma, obtendo o diploma na Pontifícia Universidade de São Tomás de Aquino.
Entrou para o serviço diplomático da Santa Sé em 1 ° de maio de 1985. Suas primeiras designações levaram-no a Santo Domingo, Venezuela, Áustria, Índia e Japão.
Ele estava baseado na Austrália quando, em 1 de abril de 2006, o Papa Bento XVI o nomeou Arcebispo Titular de Nebbio e Núncio Apostólico em Papua Nova Guiné e nas Ilhas Salomão. Em 23 de maio recebeu a consagração episcopal do cardeal Ricardo J. Vidal.
Em 10 de novembro de 2011, o Papa Bento XVI nomeou-o Núncio Apostólico na Tanzânia.
O Papa Francisco o nomeou Núncio Apostólico no Kuwait e Delegado Apostólico na Península Arábica em 5 de abril de 2016. Ele também foi nomeado Núncio Apostólico no Bahrein e nos Emirados Árabes Unidos em 26 de abril de 2016. Em 30 de julho de 2016, ele foi nomeado núncio no Iêmen. Em 6 de maio de 2017, ele também foi nomeado Núncio Apostólico no Catar.
Em 17 de abril de 2020, foi nomeado Núncio Apostólico na Guatemala.